# MHPArena
MHPArena (pronunție în germană [ɛmhaːpeː ʔaˌʁeːna]) este un stadion din Stuttgart, Baden-Württemberg, Germania, și stadionul de casă al clubului german din Bundesliga, VfB Stuttgart.
Până în 1993 el s-a numit Neckarstadion, iar între 1993 și iulie 2008 s-a numit Gottlieb-Daimler-Stadion. Începând cu sezonul 2008-09, stadionul a fost redenumit în Mercedes-Benz Arena, primul meci pe arenă cu noua denumire fiind un amical pre-sezon cu Arsenal pe 30 iunie 2008. Din 2023 se numește MHPArena.
A găzduit Campionatele Europene de Atletism din 1986 și Campionatele Mondiale de atletism din 1993.

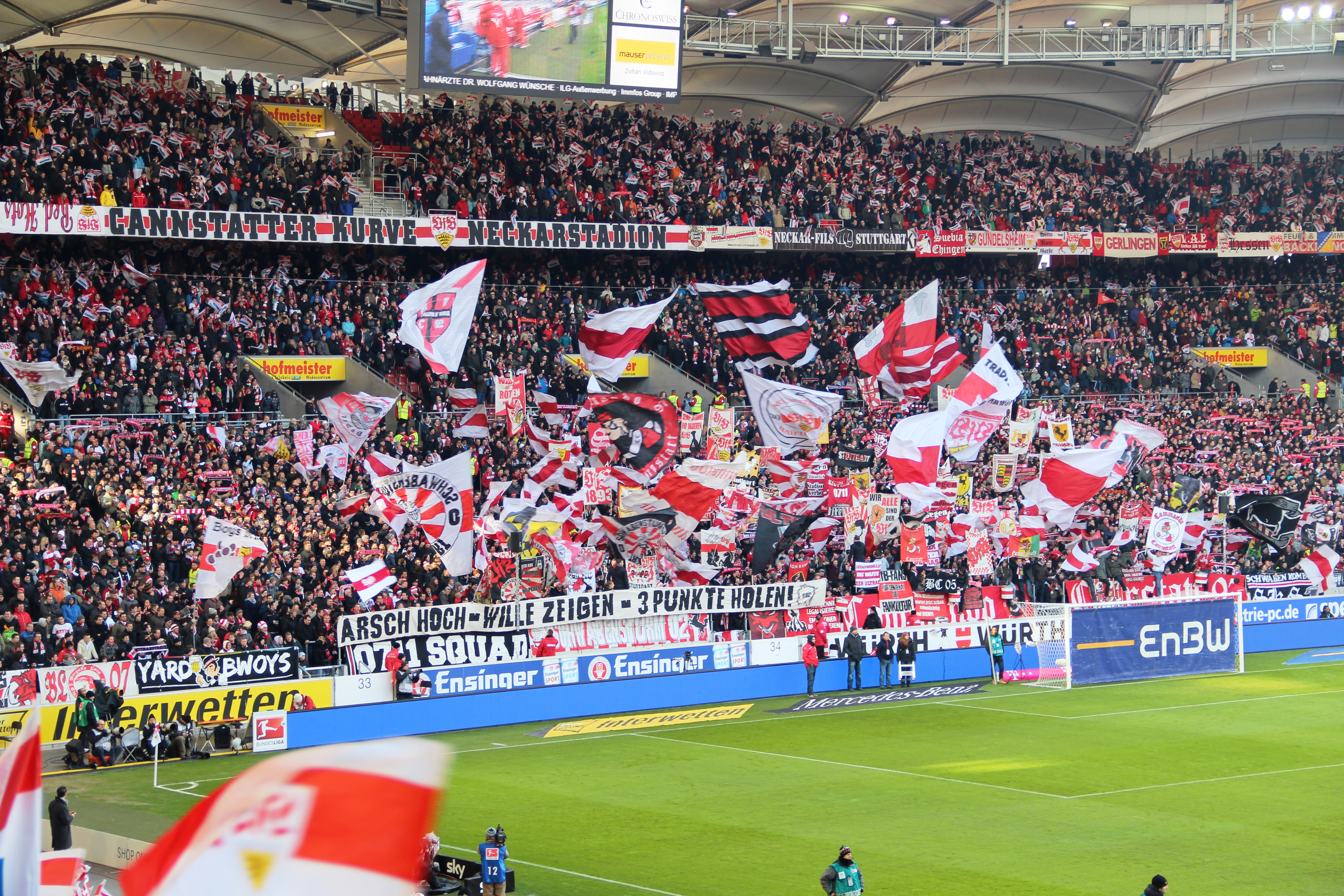
"Cannstatter Kurve", zona fanilor VfB Stuttgart

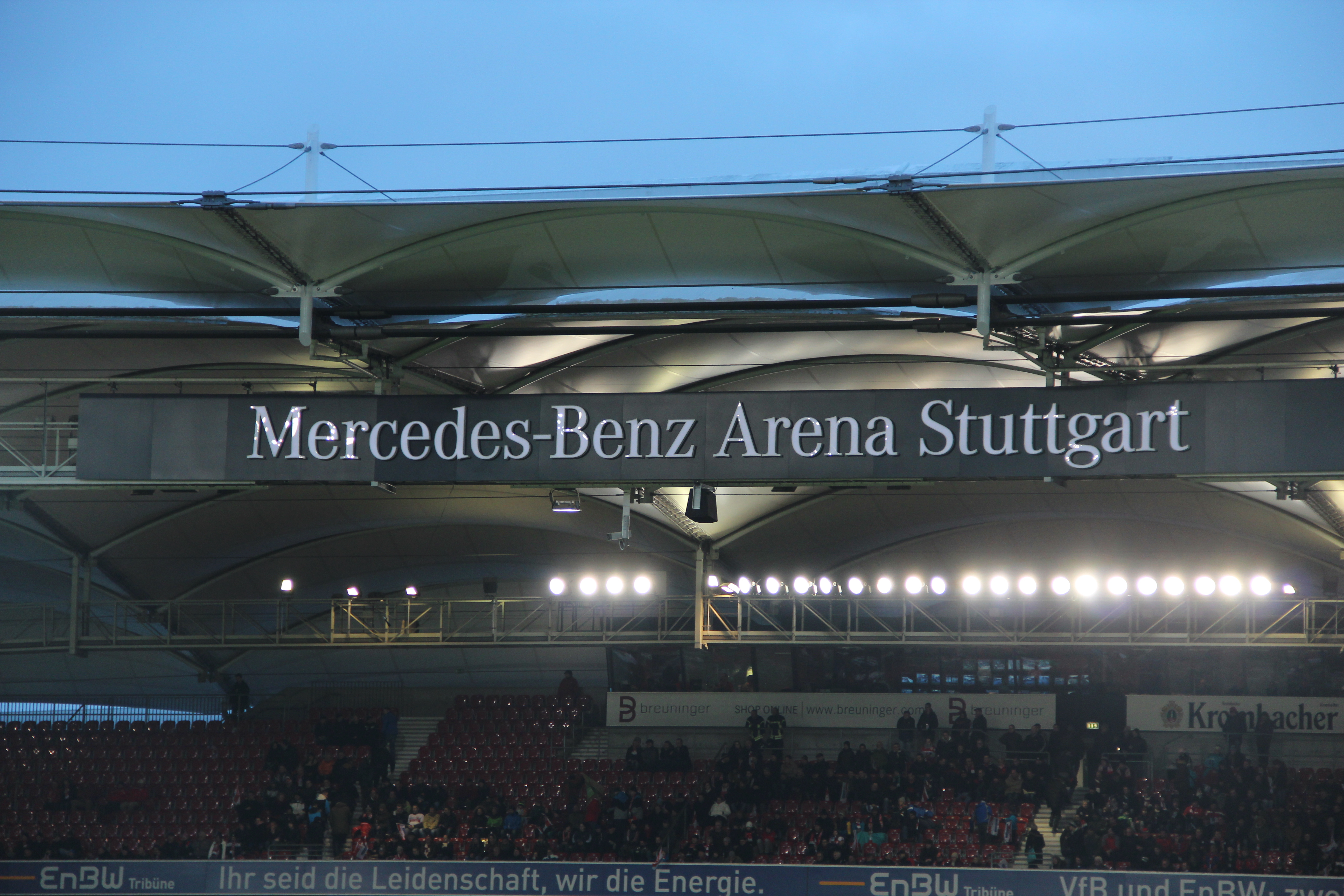
Logoul denumirii Mercedes-Benz-Arena

## Meciuri internaționale

### Campionatul Mondial de Fotbal 1974
Stadionul a găzduit următoarele meciuri la Campionatul Mondial de Fotbal 1974:
| Data       | Ora (CET) | Echipa #1 | Scor | Echipa #2 | Runda            | Spectatori |
| ---------- | --------- | --------- | ---- | --------- | ---------------- | ---------- |
| 1974-06-15 | 18.00     | Polonia   | 3–2  | Argentina | Runda 1, Grupa 4 | 31,500     |
| 1974-06-19 | 19.30     | Argentina | 1–1  | Italia    | Runda 1, Grupa 4 | 68,900     |
| 1974-06-23 | 16.00     | Polonia   | 2–1  | Italia    | Runda 1, Grupa 4 | 68,900     |
| 1974-06-26 | 19.30     | Suedia    | 0–1  | Polonia   | Runda 2, Grupa B | 43,755     |

### Euro 1988
| Data       | Ora(CET) | Echipa #1         | Scor | Echipa #2         | Runda            | Spectatori |
| ---------- | -------- | ----------------- | ---- | ----------------- | ---------------- | ---------- |
| 1988-06-12 | 15.30    | Anglia            | 0–1  | Republica Irlanda | Runda 1, Grupa B | 51,573     |
| 1988-06-22 | 20.15    | Uniunea Sovietică | 2–0  | Italia            | Semifinale       | 61,606     |

### Campionatul Mondial de Fotbal 2006
Următoarele meciuri au avut loc pe acest stadion la Campionatul Mondial de Fotbal 2006:
| Data       | Ora(CET) | Echipa #1     | Scor | Echipa #2        | Runda         | Spectatori |
| ---------- | -------- | ------------- | ---- | ---------------- | ------------- | ---------- |
| 2006-06-13 | 18.00    | Franța        | 0–0  | Elveția          | Grupa G       | 52,000     |
| 2006-06-16 | 18.00    | Țările de Jos | 2–1  | Coasta de Fildeș | Grupa C       | 52,000     |
| 2006-06-19 | 21.00    | Spania        | 3–1  | Tunisia          | Grupa H       | 52,000     |
| 2006-06-22 | 21.00    | Croația       | 2–2  | Australia        | Grupa F       | 52,000     |
| 2006-06-25 | 17.00    | Anglia        | 1–0  | Ecuador          | 1/8 de finală | 52,000     |
| 2006-07-08 | 21.00    | Germania      | 3–1  | Portugalia       | Finala mică   | 52,000     |